# PUH-38
PUH-38 (расшифровка Puška Hajnića 38) — хорватский гранатомёт и ручное снайперское артиллерийское орудие кустарного производства, собиравшееся на заводах компании Agencija za komercijalnu djelatnost. Использовался в годы войны в Хорватии. Разработчиком был Бранко Хайнич.

## Описание
Прототипом для оружия послужил британский гранатомёт и сигнальный пистолет Webley Schermuly. Корпус изготавливались из твёрдого алюминиевого слава, ствол из армированного пластика. При выстреле из оружия сразу же моментально происходила его перезарядка. Приклад можно было собирать и разбирать. На гранатомёт ставились также приборы ночного видения.

## Использование
Разработанный в 1993—1994 годы, PUH-38 использовался различными полицейскими спецподразделениями и отрядами Министерства внутренних дел Хорватии.